# Sucromalt
Sucromalt ist ein Süßungsmittel, das einen reduzierten Effekt auf den Glucose- und Insulinspiegel aufweist. Es wird durch Behandlung von Saccharose und Maissirup mit Enzymen aus Leuconostoc mesenteroides hergestellt. Wesentlich ist dabei die Glucansucrase. Erhalten werden Zucker und Zuckeralkohole mit freien Hydroxylgruppen an den Positionen C2, C3 und C6. Als langsam verdautes Kohlenhydrat kann es in der Diabetikerernährung eingesetzt werden. Auch hoch konzentriert zeigt es keine toxischen Effekte. Es wird vollständig im menschlichen Körper verstoffwechselt. In der Europäischen Union ist es als Novel Food ohne Höchstgehalte zugelassen.
Sucromalt ist eine komplexe Mischung aus Sacchariden, die durch enzymatische Reaktion aus Sucrose und einem Stärkehydrolysat gewonnen wird. Bei diesem Prozess werden Glucoseeinheiten mithilfe eines durch das Bakterium Leuconostoc citreum oder einen rekombinanten Stamm des Erzeugerorganismus Bacillus licheniformis erzeugten Enzyms an Saccharide aus dem Stärkehydrolysat gekoppelt. Die dadurch entstehenden Oligosaccharide sind durch das Vorkommen von glycosidischen α-(1→6)- und α-(l→3)-Bindungen gekennzeichnet. Das Gesamterzeugnis ist ein Sirup, der neben den genannten Oligosacchariden hauptsächlich Fructose, aber auch das Disaccharid Leucrose sowie andere Disaccharide enthält.